# Kristián Flegeli
Kristián Flegeli (?-1750), též Christian Flegeli byl františkán a teolog působící v českých zemích. Ve františkánském řádu mu byla svěřena služba výchovy, formace a vzdělávání juniorů – řeholníků mezi prvními (časnými) a slavnými (doživotními) sliby. Kromě osobní a spirituální formace předával budoucím či nedávno vysvěceným kněžím znalosti z teologie, když působil jako lektor na františkánských klášterních studiích. V blíže neznámém konventu takto přednášel morální teologii v letech 1735-1736, kdy si jeho přednášky stačil zapsat studující řádový kněz Anicet Lautner (též Lauttner, †1763). V roce 1744 působil Flegeli jako vychovatel (rektor) řádových noviců nebo juniorů v klášteře v Kladsku. Při té příležitosti sepsal kompendium o řeholním životě. V roce 1748 pobýval bratr Flegeli v tachovském klášteře a rovněž zde vzdělával řádový dorost ve františkánské spiritualitě a tradici. Jeho výklady řehole sv. Františka z Assisi Vita Evangelica si tehdy zaznamenal klerik Darius Finck (též Fink, †1771), pozdější misionář. V Tachově pobýval Kristián Flegeli až do své smrti 29. června 1750. Kromě uvedeného byl v blíže nezjištěném konventu opakovaně představeným – kvardiánem.